# Municipio de Chambers
El municipio de Chambers (en inglés: Chambers Township) es un municipio ubicado en el condado de Holt en el estado estadounidense de Nebraska. En el año 2010 tenía una población de 429 habitantes y una densidad poblacional de 2,3 personas por km².

## Geografía
El municipio de Chambers se encuentra ubicado en las coordenadas 42°13′9″N 98°46′5″O / 42.21917, -98.76806. Según la Oficina del Censo de los Estados Unidos, el municipio tiene una superficie total de 186.67 km², de la cual 186,67 km² corresponden a tierra firme y (0 %) 0 km² es agua.

## Demografía
Según el censo de 2010, había 429 personas residiendo en el municipio de Chambers. La densidad de población era de 2,3 hab./km². De los 429 habitantes, el municipio de Chambers estaba compuesto por el 99,53 % blancos, el 0,47 % eran de otras razas. Del total de la población el 0,93 % eran hispanos o latinos de cualquier raza.